# Suboestophora jeresae
Suboestophora jeresae é uma espécie de gastrópode  da família Hygromiidae.
É endémica de Espanha.